# 라디오 프로그램
라디오 프로그램(영어: radio program)은 라디오 방송으로 보내지는 콘텐츠의 총칭이다. 2000년대부터 인터넷을 통해 음성 전달되는 인터넷 라디오도 보급되고 있다.

## 역대 기록
- 노르웨이의 라디오 프로그램은 《Lørdagsbarnetimen》이 세계에서 제일 오래된 라디오 프로그램으로, 1924년부터 2010년까지 방송되었다.[1]
- 대한민국의 라디오 프로그램은 MBC 표준 FM인 《싱글벙글쇼》이 오래된 라디오 프로그램으로 1973년 6월 4일부터 2024년 6월 2일까지 방송되었다.

## 같이 보기
- 텔레비전 프로그램